# Orla Hav
Orla Hav (født 3. april 1952 i Nørresundby) var fra 13. november 2007 til 2. november 2022 medlem af Folketinget for Socialdemokratiet.

## Baggrund
Orla Hav er uddannet folkeskolelærer ved Aalborg Seminarium i 1976.
Orla Hav er far til fire børn.  

## Politisk karriere
Han har været medlem af Socialdemokraterne siden 1965 og Nordjyllands Amtsråd siden 1983.
Han var socialdemokratisk amtsborgmester i Nordjyllands Amt fra 1998 frem til 31. december 2006. I forbindelse med Strukturreformen blev Nordjyllands Amt en del af Region Nordjylland, hvori han blev regionsrådsformand.
Han blev ved folketingsvalget 2007 valgt i Nordjyllands Storkreds med 29.192 personlige stemmer, hvilket bragte ham på en femteplads på listen over folketingskandidater med flest personlige stemmer.
Han var opstillet i Aalborg Nordkredsen.